# Copa Libertadores 2010/Runda wstępna
Runda wstępna Copa Libertadores 2010

## Mecze
| Drużyna 1                            | Wynik dwumeczu | Drużyna 2            | Pierwszy mecz | Drugi mecz |
| ------------------------------------ | -------------- | -------------------- | ------------- | ---------- |
| Deportivo Táchira                    | 2:3            | Club Libertad        | 1:0           | 1:3        |
| Juan Aurich                          | 4:1            | Tecos UAG            | 2:0           | 2:1        |
| CA Colón                             | 5:5 k. 3-5     | Universidad Católica | 2:3           | 3:2        |
| Real Potosí                          | 1:8            | Cruzeiro EC          | 1:1           | 0:7        |
| CA Newell’s Old Boys                 | 1:2            | CS Emelec            | 0:0           | 1:2        |
| Atlético Junior                      | 2:4            | Racing Montevideo    | 2:2           | 0:2        |
| Po lewej gospodarz pierwszego meczu. |                |                      |               |            |

### Pierwsze mecze
| 126 stycznia 2010 | Deportivo Táchira | 1:0   | Club Libertad |                                                           |
| 1:30 CET          | Maita 27'         | (1:0) |               | Estadio Pueblo Nuevo, San Cristóbal Sędzia: José Buitrago |

| 227 stycznia 2010 | Juan Aurich     | 2:0   | Tecos UAG |                                                    |
| 02:20 CET         | Tejada 11', 60' | (1:0) |           | Estadio Elias Aguirre, Chiclayo Sędzia: Pablo Pozo |

| 326 stycznia 2010 | CA Colón                               | 3:2   | Universidad Católica |                                                                      |
| 23:10 CET         | Nieto 5' · Fuertes 66' · Bertoglio 69' | (1:1) | 35', 81' Morales     | Estadio Brigadier Estanislao López, Santa Fe Sędzia: Jorge Larrionda |

| 427 stycznia 2010 | Real Potosí | 1:1   | Cruzeiro EC           |                                                                  |
| 23:50 CET         | Correa 88'  | (0:1) | 7' Wellington Pereira | Estadio Víctor Agustín Ugarte, Potosí Sędzia: Víctor Hugo Rivera |

| 527 stycznia 2010 | CA Newell’s Old Boys | 0:0   | CS Emelec |                                                         |
| 21:30 CET         |                      | (0:0) |           | Estadio Marcela Bielsa, Rosario Sędzia: Roberto Silvera |

| 628 stycznia 2010 | Atlético Junior           | 2:2   | Racing Montevideo          |                                                                          |
| 23:10 CET         | Acuña 12' · Arzuaga 90+1' | (1:0) | 28' Mirabajes · 67' Pallas | Estadio Metropolitano Roberto Meléndez, Barranquilla Sędzia: Carlos Vera |

### Rewanże
| 12 lutego 2010 | Club Libertad                    | 3:1   | Deportivo Táchira |                                                                |
| 23:10 CET      | Gamarra 40' · Velázquez 67', 81' | (1:1) | 29' Boada         | Estadio Defensores del Chaco, Asunción Sędzia: Héctor Baldassi |

| 23 lutego 2010 | Tecos UAG   | 1:2   | Juan Aurich                |                                                  |
| 02:20 CET      | Barerio 76' | (0:1) | 44' Tejada · 74' Ciciliano | Estadio Tres de Marzo, Zapopan Sędzia: Juan Soto |

| 39 lutego 2010 | Universidad Católica                              | 3:2 k. 5:3    | CA Colón                                             |                                                                 |
| 22:20 CET      | Henríquez 40' · Toloza 74' · Morales 83'          | (1:0, k. 5:3) | 53' Moreno y Fabianesi · 55' (k) Fuertes             | Estadio San Carlos de Apoquindo, Santiago Sędzia: Carlos Torres |
| 22:20 CET      | · Toloza · Mirošević · Vranjicán · Díaz · Mannara | Rzuty karne   | · Coudet · Moreno y Fabianesi · Pellerano · Rivarola | Estadio San Carlos de Apoquindo, Santiago Sędzia: Carlos Torres |

| 43 lutego 2010 | Cruzeiro EC                                                                                          | 7:0   | Real Potosí |                                                                       |
| 23:50 CET      | da Silva 29' · Cardoso 30' · Kléber 39' · Jonathan 45' · Eliandro 87' · Bernardo 88' · Guerrón 90+1' | (4:0) |             | Estádio Governador Magalhães Pinto, Belo Horizonte Sędzia: Diego Abal |

| 510 lutego 2010 | CS Emelec                | 2:1   | CA Newell’s Old Boys |                                                      |
| 2:10 CET        | Rojas 45' · Quiñónez 65' | (1:0) | 52' Barrientos       | Estadio George Capwell, Guayaquil Sędzia: Óscar Ruiz |

| 64 lutego 2010 | Racing Montevideo     | 2:0   | Atlético Junior |                                                                         |
| 23:10 CET      | Quiñones 14' (k), 58' | (1:0) |                 | Estadio Gran Parque Central, Montevideo Sędzia: Paulo César de Oliveira |